# Nellie van Kol

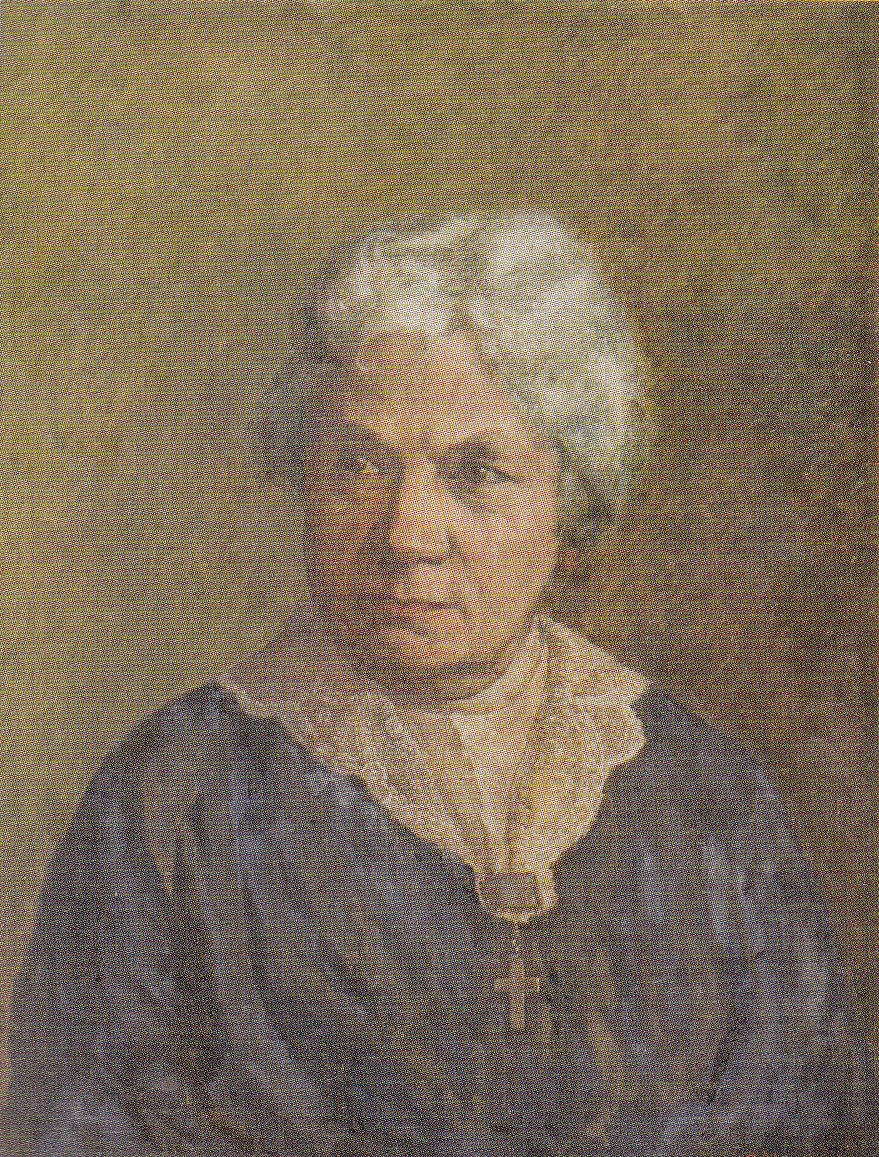

Jacoba Maria Petronella Porreij (* 12. Dezember 1851 in ’s-Hertogenbosch; † 24. Februar 1930 in Utrecht) war eine niederländische Feministin, Pädagogin und Autorin.

## Leben
Jacoba Maria Petronella Porreij, vor allem bekannt als Nellie van Kol, wurde als Tochter von David Porreij und Sophia Neirinckx geboren. Sie verlor ihren Vater im Alter von vierzehn Jahren, trotz der damit einhergehenden finanziellen Schwierigkeiten besuchte sie 1866–1869 eine Internatsschule. Diese schloss sie mit einem Lehrerzertifikat für Handarbeiten und moderne Sprachen ab. Ab 1872 arbeitete sie als Lehrerin in Baarn und ab 1874 in einem Mädcheninternat der Herrnhuter Brüdergemeine in Gnadau. Im Jahr 1875 lernte sie den emeritierten Professor für Chemie Gerardus Johannes Mulder kennen, der ihr Mentor wurde. Ende 1875 reiste Porreij nach Niederländisch-Ostindien, wo sie als Gouvernante auf Java arbeitete. Ab 1881 begann Porreij, Skizzen über das Leben und ihre Reisen in Niederländisch-Ostindien unter dem Pseudonym Nellie im Soerabaiasch Handelsblad in Form von "Letters to Minette" zu veröffentlichen. Daneben wurde sie auch Herausgeberin der Indian Children's Gazette. Durch ihre Artikelarbeit kam sie mit Henri van Kol in Kontakt, einem indischen Ingenieur und späteren sozialdemokratischen Politiker, mit dem sie sich 1883 verlobte. Am 27. Juli 1883 heiratete das Paar. Unter van Kols Einfluss interessierte sie sich für den Sozialismus und andere Reformbewegungen. Während eines Urlaubs zwischen 1884 und 1886 in Europa lernte sie Ferdinand Domela Nieuwenhuis und andere Sozialisten kennen. Das Paar lebte in dieser Zeit in Aywaille. Während ihres Aufenthalts in Europa schrieb Nellie van Kol für sozialistische Magazine. Sie kehrte 1886 nach Niederländisch-Ostindien zurück und schrieb für das Groninger Weekblad, den Vooruit-Almanach und andere Zeitschriften. Ihre Themen waren Sozialismus-Feminismus, die Position von Frauen in der sozialistischen Bewegung, Frauenarbeit und Karrieremöglichkeiten von Frauen einerseits und Familienerziehung andererseits. 1892 kehrte das Paar endgültig nach Europa zurück, wo sie in den belgischen Ardennen, in Princenhage bei Breda und schließlich in Voorschoten lebten. Van Kol befasste sich nun voll mit dem Sozialismus und der Frauenbewegung. 1892 wurde sie Präsidentin der Union pour la solidarité des femmes in Brüssel. Von 1893 bis 1900 war sie Herausgeberin der Zeitschrift De Vrouw, eine Zeit lang zusammen mit der Gent-Sozialistin Emilie Claeys, mit der sie 1893 den Hollandsch-Vlaamsche Vrouwenbond gründete. Sie nahm an den internationalen sozialistischen Kongressen von 1893 (Zürich) und 1896 (London) teil, begann jedoch in der zweiten Hälfte der neunziger Jahre, sich weniger für die sozialistische Bewegung zu engagieren und der Frauenbewegung und dem Lesen von Kindern mehr Aufmerksamkeit zu widmen. Nellie van Kol nahm im November 1893 am Statutenausschuss zur Gründung der Vereinigung für Frauenwahlrecht teil, wurde 1897 Mitbegründerin und Vorstandsmitglied der Vereeniging Onderlinge Vrouwenbescherming, initiierte eine Autogrammkampagne unter Frauen gegen den Aceh-Krieg und trat 1898 der Vereinigung zur Verbesserung der Frauenkleidung bei. 1895 begann Nellie van Kol mit der Veröffentlichung von Ons Blaadje, um Kindern der Arbeiterklasse billige und gute Literatur zur Verfügung zu stellen, bis 1907 war sie die Herausgeberin. Ab 1898 veröffentlichte sie eine Bibliothek für Jungen und Mädchen, in der bis 1900 neun Bände Kinderliteratur veröffentlicht wurden. 1898 gründete sie Nellies Volkskinderbibliothek, in der bis 1914 nicht weniger als 88 Bände erschienen.
Gegen Ende der neunziger Jahre begann sich Nellie van Kol vom Sozialismus zu distanzieren, der sich ihrer Meinung nach als zu stark auf engen Materialismus beruhend herausstellte. Nellie van Kol trat nun nur noch als Herausgeberin und Autorin von Kinderbüchern auf. 1913 war sie Mitorganisatorin der Ausstellung De Vrouw 1813–1913 in Amsterdam.
Ihr Nachlass befindet sich im Atria, instituut voor vrouwengeschiedenis.

## Werke (Auswahl)
- Letters to Minette, 1884
- Skizzen und Fragmente, 1886
- Wat zullen de kinderen lezen?, 1899
- Kinderversjes, 1923